# Monarchia dei Paesi Bassi

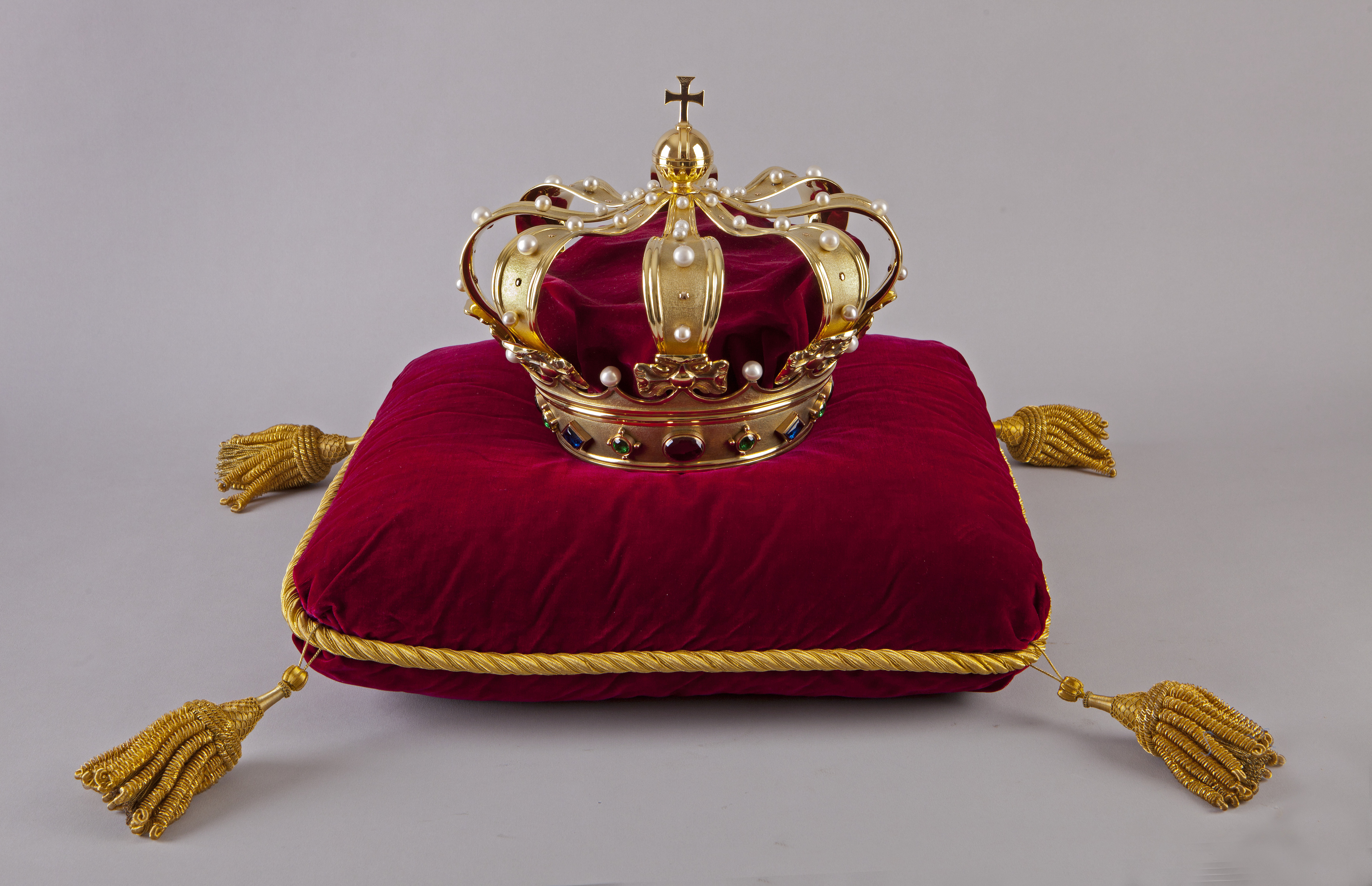
La corona dei Paesi Bassi

La monarchia dei Paesi Bassi iniziò nel 1806 quando Luigi Napoleone fu nominato re d'Olanda da Napoleone Bonaparte. Ebbe continuità nel 1813 quando Guglielmo Federico della Casa di Orange-Nassau, figlio dello statolder ereditario Guglielmo V, accettò il titolo di principe sovrano dei Paesi Bassi Uniti. Prima di allora, gli allora Paesi Bassi furono per un breve periodo uno stato vassallo del Primo Impero francese e prima ancora una repubblica, dopo la rinuncia alla monarchia dei signori della Casa d'Asburgo nel 1581. 
Dal 16 marzo 1815 la monarchia olandese è di tipo costituzionale indipendente e ha come sovrano la Casa di Orange-Nassau. L'attuale monarca è il re Guglielmo Alessandro, asceso al trono il 30 aprile 2013 dopo l'abdicazione di sua madre, la regina Beatrice. In qualità di monarca costituzionale, i suoi doveri, diritti sono determinati dalla Costituzione dei Paesi Bassi.

## Monarchia nei Paesi Bassi
Dal 1813 i Paesi Bassi sono una monarchia costituzionale. Ciò significa che la posizione del Re è sancita dalla Costituzione.
Il re è il capo dello stato congiuntamente con i ministri del governo. In una monarchia costituzionale, il capo dello stato, è sotto la responsabilità ministeriale. Il parlamento olandese è menzionato nella Costituzione e negli Stati generali.
Il re è intrinsecamente presidente del Consiglio di Stato. Secondo la Costituzione dei Paesi Bassi questa è una funzione puramente cerimoniale e simbolica. La gestione quotidiana è nelle mani del Primo ministro.

## Ruolo costituzionale
In qualità di monarca costituzionale, il ruolo e la posizione del monarca dei Paesi Bassi sono definiti e limitati dalla Costituzione. Un'ovvia conseguenza di ciò è che una parte considerevole del ruolo costituzionale è riservata al Capo dello Stato, occupandosi dell'ordine di successione, dei meccanismi di ascesa e abdicazione al trono, delle funzioni e delle responsabilità del monarca, nonché delle formalità da espletare nella sua comunicazione con gli Stati Generali dei Paesi Bassi nella creazione delle leggi.
Dal 2013 il capo dello Stato è il re Guglielmo Alessandro di Orange-Nassau. È lui che nomina formalmente i membri del governo. In pratica, una volta conosciuti i risultati delle elezioni parlamentari, si forma un governo di coalizione (in un processo che può richiedere diversi mesi), dopodiché il governo così costituito viene ufficialmente nominato dal re. Il capo del governo è il primo ministro o il ministro presidente, che di solito è anche il leader del più grande partito di coalizione.

## Capo di Stato
Dal 1848 la Costituzione cita l'inviolabilità del re. L'inviolabilità del re afferma che i ministri devono rendere conto al Parlamento delle politiche del governo. I ministri sono anche politicamente responsabili delle dichiarazioni e del comportamento del re. La posizione del re si riflette in parte nelle leggi da approvare. Contribuisce anche alla formazione del governo. Inoltre, il Re è presidente del Consiglio di Stato e parla nel discorso annuale del trono.
Oltre ai doveri formali come Capo dello Stato, il re è impegnato nei confronti del popolo del Regno dei Paesi Bassi. Il re riunisce in sé un ruolo coeso, rappresentativo e di supporto.
Il re collega persone e gruppi e sostiene il lavoro di persone e organizzazioni che hanno un ruolo unificante nella società. È quindi imparziale. Contribuisce alla stabilità nella società e alla continuità e al progresso del paese. Esprime sentimenti nazionali tra i cittadini in tempi buoni e cattivi.
Rappresenta anche il Regno dei Paesi Bassi all'estero. Ad esempio, il re rappresenta l'intero stato e visita ogni anno e riceve i capi di stato che visitano i Paesi Bassi.
Il re è regolarmente presente a conferenze, riunioni, feste, celebrazioni e altri eventi ufficiali. Quindi il re presta attenzione alle buone iniziative nella società e sostiene sviluppi e attività di valore.

## Storia
Dopo l'occupazione francese all'inizio del XIX secolo, i Paesi Bassi divennero una monarchia, governata dalla Casa d'Orange. Tuttavia, dopo un periodo conservatore, i forti sentimenti liberali non poterono più essere ignorati e il paese divenne una democrazia parlamentare con una monarchia costituzionale nel 1848. Da allora è rimasta così, con una breve interruzione durante l'occupazione da parte della Germania nazista.

## Linea di successione
I primi 7 davanti alla linea di successione al trono olandese sono:
(1) Caterina Amalia di Orange-Nassau (n. 2003)
(2) Principessa Alexia dei Paesi Bassi (n. 2005)
(3) Principessa Ariane dei Paesi Bassi (n. 2007)
(4) Principe Costantino dei Paesi Bassi (n. 1969)
(5) Eloisa di Orange-Nassau (n. 2002)
(6) Claus-Casimiro di Orange-Nassau (n. 2004)
(7) Leonore di Orange-Nassau (n. 2006)
Nella linea di successione al trono olandese, c'è l'uguaglianza di primogenitura. A differenza di altre monarchie dell'epoca, la legge salica non è stata applicata nei Paesi Bassi da quando la monarchia è stata concepita nel 1814. La costituzione del 1814 afferma che il figlio maggiore del monarca gli sarebbe succeduto e, se non ci fossero figli, sarebbe passato a i fratelli del monarca. Solo quando ci fosse una completa mancanza di uomini nella famiglia immediata sarebbe stata la figlia maggiore del monarca a succedergli. La Costituzione del 1887 cambiò leggermente, in modo che potessero essere incluse anche le figlie dei fratelli del monarca. Nel 1983, i Paesi Bassi hanno approvato pienamente il diritto di primogenitura e uguale tra i sessi (il figlio maggiore è l'erede).

## Famiglia reale dei Paesi Bassi
Nella famiglia reale sono inclusi, oltre a quelli della casa reale, il principe Friso, la principessa Mabel, il principe Pieter-Christiaan, la principessa Anita, il principe Floris, la principessa Aimée, la principessa Irene e la principessa Cristina e i loro suoceri, figli e nipoti.
Alcuni eventi familiari dei membri della famiglia reale hanno un significato speciale, non solo privato, ma svolgono anche un ruolo nel progresso della monarchia. A proposito di questi eventi, come nascite, battesimi, compleanni, fidanzamenti, matrimoni e funerali.
Con il matrimonio del principe Guglielmo Alessandro e dell'argentina Máxima Zorreguieta, questa casa reale ha guadagnato importanza e popolarità.

## Koningsdag
Il Koningsdag è una festa nazionale nei Paesi Bassi, nelle Antille olandesi e ad Aruba. Festeggia il compleanno del re, anticipando il giorno precedente se coincide con una domenica (nel 2014 la festa è stata il 26 aprile). Originariamente fondata il 31 agosto 1885 come Giorno della Principessa ("Prinsessedag") Guglielmina, fu successivamente cambiata in Giorno della Regina (Koninginnedag). Dal 1948 al 2013, il 30 aprile è stato celebrato il compleanno della regina e poi della regina madre Giuliana, essendo stato mantenuto dalla regina Beatrice (1980-2013).

### Testi legali

#### Costituzione
- (FR) Statut du Royaume des Pays-Bas, a.
- Statuut voor het Koninkrijk der Nederlanden, b. URL consultato il 27 marzo 2021 (archiviato dall'url originale il 17 maggio 2021).
- (FR) Constitution du Royaume des Pays-Bas, c.
- Grondwet voor het Koninkrijk der Nederlanden, d.

#### Leggi
- Wet instelling van de Orde van Oranje-Nassau, on.
- Wet instelling van de Orde van de Nederlandse Leeuw, ln.
- Wet instelling Militaire Willems-Orde, MWO.
- Wet financieel statuut van het Koninklijk Huis, 1972, WFSKH. URL consultato il 27 marzo 2021 (archiviato dall'url originale il 25 febbraio 2021).

#### Opere
- (NL) E. J. Janse de Jonge, S. C. van Bijsterveld e A. K. Koekkoek, De Grondwet — een systematisch en artikelsgewijs commentaar, a cura di A.K.Koekkoek, W. E. J. Tjeenk Willink, 3ª ed., 2000, ISBN 90-271-5106-7, e.
- (FR) Guy Thewes, Les gouvernements du Grand-Duché de Luxembourg depuis 1848, 2006.